# Palagano
Palagano is een gemeente in de Italiaanse provincie Modena (regio Emilia-Romagna) en telt 2455 inwoners (31-12-2004). De oppervlakte bedraagt 60,4 km², de bevolkingsdichtheid is 41 inwoners per km².
De volgende frazioni maken deel uit van de gemeente: Boccassuolo, Costrignano, Monchio, Savoniero, Susano.

## Demografie
Palagano telt ongeveer 1118 huishoudens. Het aantal inwoners steeg in de periode 1991-2001 met 3,6% volgens cijfers uit de tienjaarlijkse volkstellingen van ISTAT.
| Jaar | Inwoneraantal |
| ---- | ------------- |
| 1991 | 2381          |
| 2001 | 2466          |

## Geografie
De gemeente ligt op ongeveer 705 m boven zeeniveau.
Palagano grenst aan de volgende gemeenten: Frassinoro, Lama Mocogno, Montefiorino, Polinago, Prignano sulla Secchia, Riolunato, Toano (RE).
Bastiglia · Bomporto · Campogalliano · Camposanto · Carpi · Castelfranco Emilia · Castelnuovo Rangone · Castelvetro di Modena · Cavezzo · Concordia sulla Secchia · Fanano · Finale Emilia · Fiorano Modenese · Fiumalbo · Formigine · Frassinoro · Guiglia · Lama Mocogno · Maranello · Marano sul Panaro · Medolla · Mirandola · Modena · Montecreto · Montefiorino · Montese · Nonantola · Novi di Modena · Palagano · Pavullo nel Frignano · Pievepelago · Polinago · Prignano sulla Secchia · Ravarino · Riolunato · San Cesario sul Panaro · San Felice sul Panaro · San Possidonio · San Prospero · Sassuolo · Savignano sul Panaro · Serramazzoni · Sestola · Soliera · Spilamberto · Vignola · Zocca
- Library of Congress Control Number: n2005033959
- Nationale Bibliotheek van Israël: 987007487038005171
- Virtual International Authority File: 156146879

1. ↑  https://demo.istat.it/?l=it.